# Фиалковский, Антоний
Анто́ний Фиалко́вский (пол. Antoni Fijałkowski; 13 июня 1797 года, Лепель, Витебская губерния, Российская империя — 14 августа 1883 года, Дудергоф, Санкт-Петербург, Российская империя) — российский католический епископ, седьмой архиепископ Могилёвский.

## Биография

### Образование
Окончил Полоцкую гимназию. По окончании Полоцкой иезуитской академии получил степень кандидата философии. В 1820—1824 годах обучался в Главной духовной семинарии при Виленском университете и получил степень магистра богословия. В 1825 году защитил диссертацию «De fatis autbenticae et exegeseos apocalypsis et de novi natura, fine, utilitate, robore, divisione in simplex et solemne et effectibus juridicis utriusque» и получил степень доктора богословия и канонического права.

### Начало духовной карьеры и преподавательская деятельность
31 мая 1824 года рукоположен в священники. В 1825—1833 годах — профессор Виленской духовной семинарии и в 1825—1832 годах — профессор Виленского университета. С 1832 года — каноник, а с 1843 года — прелат Виленского кафедрального капитула. С 1834 года — профессор Виленской духовной академии. В 1836—-1842 годах — ректор Виленской духовной академии. Был визитатором женских пансионов, председателем человеколюбивого общества и цензором духовных книг в Вильно.
С 1844 года — заседатель, а с 1848 года — член Римско-католической духовной коллегии в Санкт-Петербурге.
В 1846—1848 годах — администратор Виленской епархии. С 1855 года — инфулат (митрофорный настоятель) Шидловского прихода Самогитской епархии. В 1855—1856 годах выполнял обязанности администратора Могилёвской архиепархии после кончины архиепископа-митрополита Игнатия Головинского.

### Епископское служение
С 25 июня 1858 года — титулярный епископ Танасиенский и суффраган Каменецкой епархии. 24 октября 1858 года рукоположен в епископы.
В 1859—1860 годах — администратор Каменецкой епархии. С 23 марта 1860 года — епископ Каменецкий.

### Конфликт вокруг католической коллегии
После подавления польского восстания 1863 года российские власти приняли целый комплекс антикатолических мер. Одной из таких мер стала передача всех немногочисленных вопросов, по которым российские католики ещё могли обращаться к Святому Престолу, в исключительное ведение Римско-католической духовной коллегии в Санкт-Петербурге. Антоний Фиалковский, как и многие другие католические епископы, протестовал против политики российских властей, после чего Каменецкая епархия была ликвидирована, а епископ отправлен в Симферополь.
21 октября 1867 года папа Пий IX обнародовал энциклику Levate, в которой осудил Римско-католическую духовную коллегию как нелегитимный орган власти и запретил российским католическим епископам принимать участие в её работе. В 1871 году папа назначил Антония Фиалковского новым архиепископом-митрополитом Могилёвским, но российские власти отказывались в условиях текущего конфликта утвердить это назначение.
Конфликт в итоге был разрешён компромиссным путём, российские власти согласились изъять из ведения коллегии все вопросы, на которых настаивал Рим, и превратить коллегию в чисто административный орган, а папа согласился признать реформированную коллегию законным органом и снял запрет на участие в ней. В 1873 году власти также согласились утвердить Фиалковского в должности митрополита, после чего он смог приступить к выполнению своих обязанностей, хотя формально считался митрополитом и председателем духовной коллегии с 23 февраля 1872 года.

### Архиепископ-митрополит

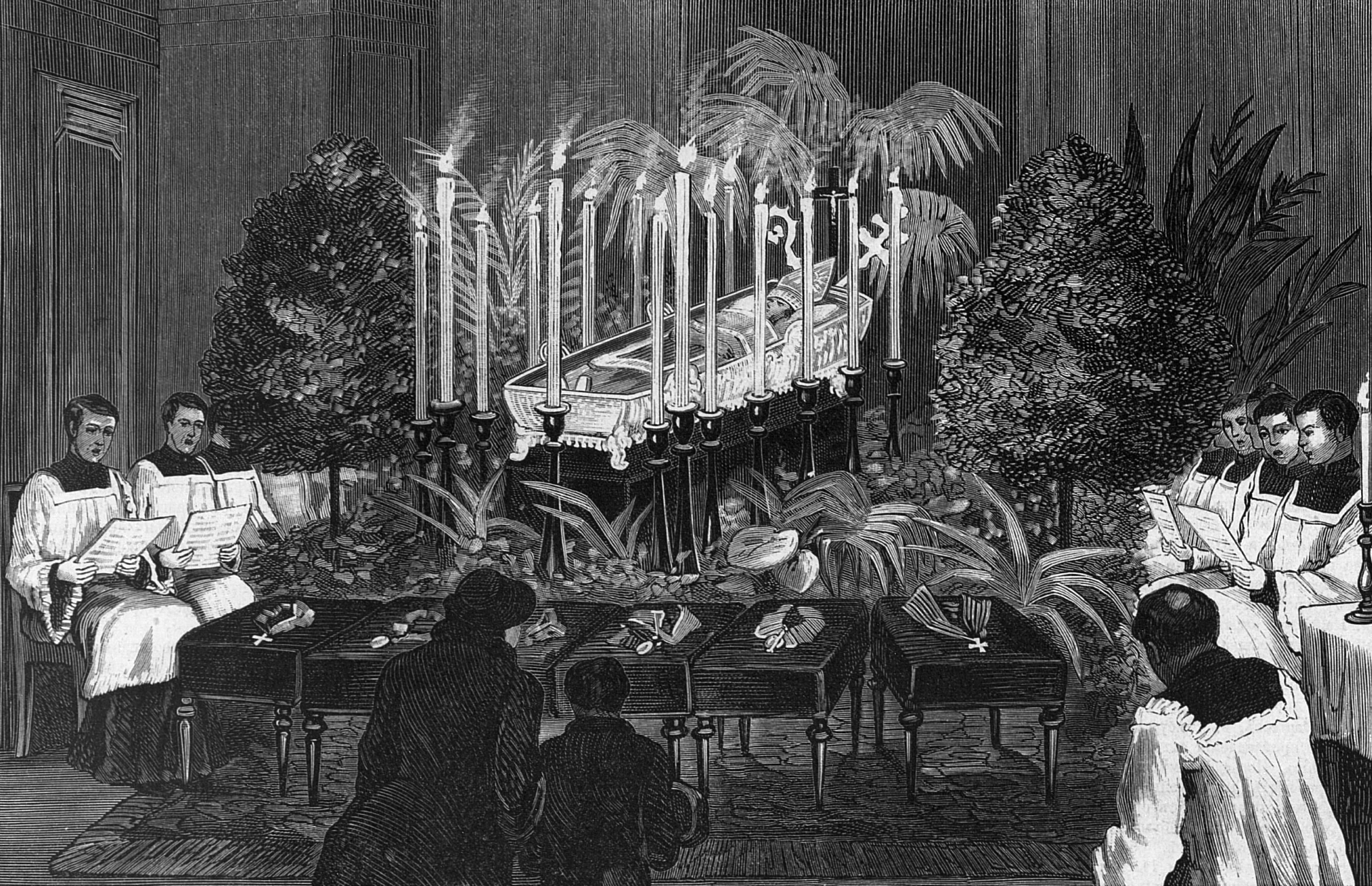
Похороны Антония Фиалковского

По договорённости с российскими властями Фиалковский перенёс свою кафедру из Могилёва во вновь построенный Собор Успения в Санкт-Петербурге. На посту главы Католической церкви в России Антоний Фиалковский проявил себя хорошим администратором, а также твёрдо отстаивал права российских католиков.
В 1879 году по инициативе митрополита Фиалковского была открыта Санкт-Петербургская римско-католическая духовная семинария, которая с 1902 года располагалась в одном комплексе с собором Успения и зданием епархиального дома (в настоящее время в здании располагается семинария Мария — Царица Апостолов). Фиалковский приложил большие усилия к тому, чтобы уровень образования в семинарии был высоким, а преподаватели получали хорошее жалование.
Умер 11 февраля 1883 года. Похоронен в крипте храма Посещения Пресвятой Девой Марией Елизаветы, расположенного на территории Выборгского римско-католического кладбища в Санкт-Петербурге.

## Награды
- Орден Святого Александра Невского
- Орден Белого орла[4].
- Орден Святой Анны 1 степени[4].
- Орден Святого Станислава 1 степени[4][5].
- Орден Святого Владимира 3 степени[4][5]
- Орден святой Анны 2 степени[5].
- Орден Святого Станислава 2 степени с императорской короной[4][5].
- Крест и медаль «В память войны 1853-1856 гг.»[5].